# Radioaktivitet
Radioaktivitet är ett fysikaliskt fenomen där atomkärnor spontant omvandlas till andra typer av kärnor samtidigt som de avger joniserande strålning. 

## Förklaring
Neutroner och protoner, som utgör delarna i en atomkärna, såväl som andra partiklar i närheten styrs av flera olika krafter (växelverkan). Stark växelverkan är den starkaste kraften på subatomär nivå. Elektrostatisk växelverkan är inte lika stark men också betydelsefull. Svag växelverkan har betydelse för betasönderfall.
I olika atomkärnor är de ingående neutronerna och protonerna olika hårt bundna; generellt gäller att högre atomnummer från väte och uppåt medför starkare bindning upp till järn, varefter högre atomnummer medför svagare bindning, samt att antalet neutroner behöver vara ungefär detsamma som antalet protoner (fler för tyngre atomkärnor). Om den totala bindningsenergin skulle bli lägre om man skulle byta ut en proton mot en neutron eller vice versa kan kärnan genomgå betasönderfall. Skulle den totala bindningsenergin minska genom att kärnan delas i två delar kan detta ske, vilket vanligen innebär alfasönderfall, neutronemission eller fission. Den frigjorda energin omvandlas i första hand till rörelseenergi. Vanligen finns det dock någon form av energibarriär som måste övervinnas, vilket vanligen sker genom kvantfluktuationer, varför även ämnen där sönderfall skulle vara energetiskt fördelaktigt kan vara relativt stabila. 
Radioaktivitet kännetecknas av att det inte är några externa krafter eller energikällor inblandade utan kärnan sönderfaller spontant. Det finns kärnreaktioner med extern påverkan som kan leda till att kärnor hamnar i ett lägre energitillstånd (som fission och fusion), men detta behöver inte vara radioaktivitet.

## Upptäckt
Fenomenet upptäcktes 1896 av den franske vetenskapsmannen Henri Becquerel då han undersökte fosforescerande material. Fosforescerande material har den egenskap att de lyser i mörkret efter att ha exponerats för ljus, och han trodde att skenet som röntgenstrålning orsakade i katodstrålerör på något sätt var ett sammankopplat fenomen. Han gjorde därför ett experiment där han vecklade in en fotografisk plåt i svart papper för att se om olika fosforescerande material kunde exponera plåten trots pappret. Inget lyckades påverka plåten förrän han provade med uransalt. Inte bara lyckades uransaltet påverka plåten, det gjorde det även utan att först ha blivit uppladdat av solljus. Henri Becquerel drog därav slutsatsen att det inte var fosforescensen som var orsaken, utan att uranet självt avgav någon form av strålning som exponerade plåten.
När fenomenet upptäckts blev en mängd andra forskare snabbt intresserade. Marie och Pierre Curie gjorde experiment som delade in strålningen i alfa- beta- och gammastrålning (skrivs ofta med de grekiska bokstäverna α, β respektive γ). Ernest Rutherford lyckades visa att alfastrålningen avgavs direkt från atomkärnan. Marie Curie dog senare av aplastisk anemi på grund av strålningen.[källa behövs]

## Typer av radioaktivt sönderfall
- Alfastrålning
- Betastrålning
- Elektroninfångning
- Neutronemission
- Spontan fission

Dessutom räknas gammastrålning som joniserande, även om gammasönderfall egentligen bara deexiterar atomkärnan.

## Att mäta radioaktivitet
SI-enheten för radioaktiv intensitet är becquerel (Bq). 1 Bq innebär 1 kärnsönderfall per sekund. En äldre enhet är curie (Ci), 1 Ci = 3,7·1010 Bq. Dessa enheter anger antal sönderfall och inte vilken typ av sönderfall som sker.

## Varningsskyltar

Klassisk symbol för radioaktivitet.

Ny symbol för radioaktivitet.

Den klassiska varningsskylten för radioaktivitet är gul och svart med en propellerliknade symbol. Internationella atomenergiorganet (IAEA) har tillsammans med Internationella standardiseringsorganisationen (ISO) 2007 lanserat en kompletterande varningsskylt. Anledningen är att den klassiska skylten inte har någon intuitiv betydelse.

## Radioaktivitet och stråldos
Vid radioaktiva sönderfall utsänds joniserande strålning. Flera storheter och enheter förekommer i samband med detta. Antalet sönderfall per sekund benämns aktivitet och enheten som används är sönderfall per sekund, eller Becquerel (Bq).
Den biologiska effekten av joniserande strålning beror dock på flera faktorer. Till att börja med den absorberade energin i kroppen. Detta benämns absorberad dos och anges i enheten Gray (Gy), där 1 Gy = 1 J/kg. Dessutom beror den biologiska påverkan på strålningens typ. För att ta hänsyn till de olika stråltypernas effekt så används storheten Ekvivalent dos. Denna är samma som absorberad dos men multiplicerad med en viktningsfaktor som beror på strålslagets biologiska verkan. Enheten för detta är Sievert (Sv), där 1 Sv = 1 J/kg. Till sist används storheten Effektiv dos i sammanhang när olika organ är utsatta i olika utsträckning. Effektiv dos har också enheten Sievert, men man tar då hänsyn till varje organs känslighet.
Förutom dessa enheter finns flera som inte härrör ur SI. Däribland aktivitetsenheten Curie (1 C = 3,7·1010 Bq). Absorberad dos mäts även i enheten Rad (R). Ekvivalent dos mäts även i Röntgen Equivalent Man (1 REM = 0,01 Sv) och ibland i Ekvivalent banan-dos (BED).